# Rajput

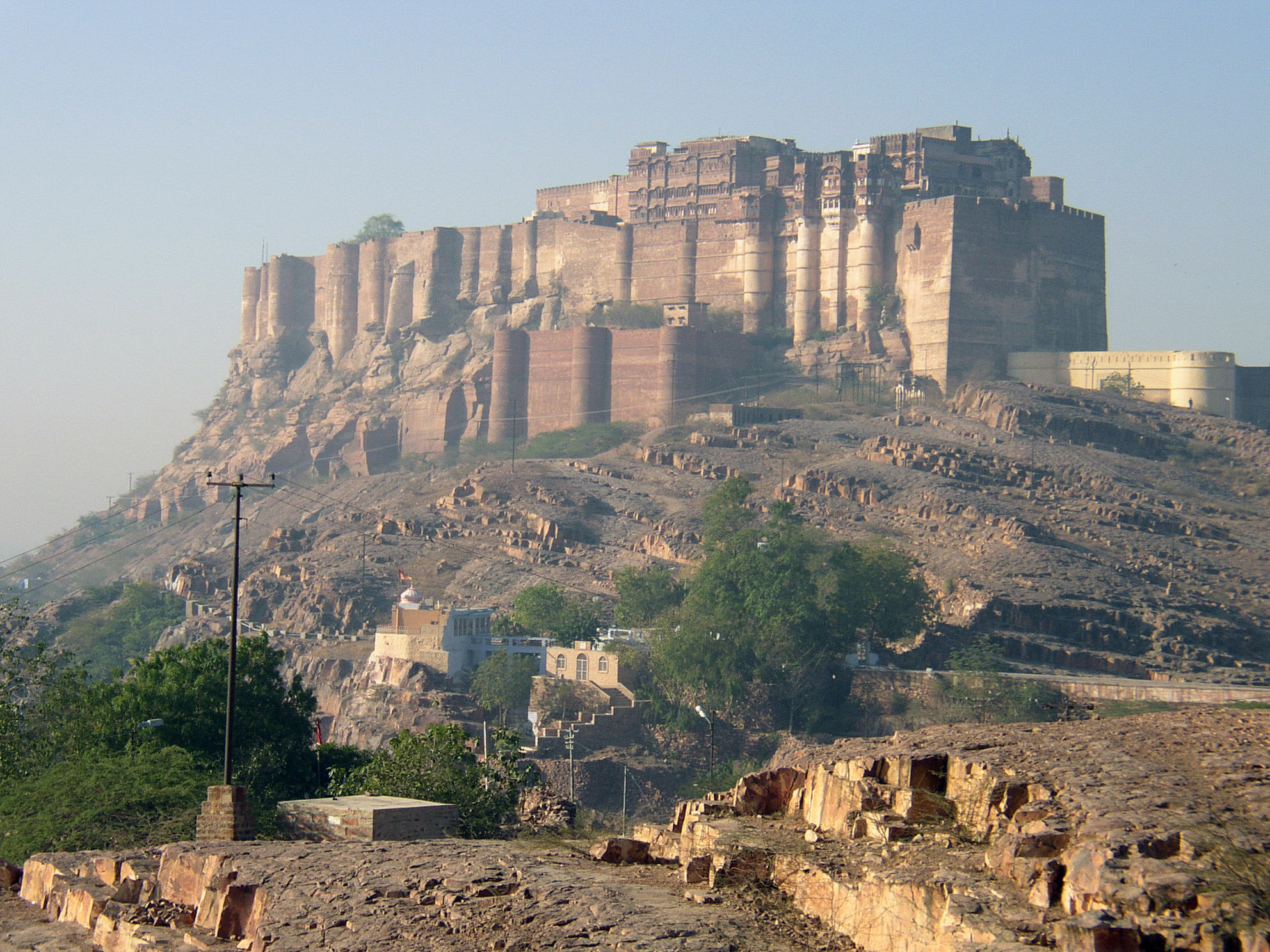
Il forte Mehrangarh, l'antica dimora dei regnanti Rathore di Marwar nel Rajasthan

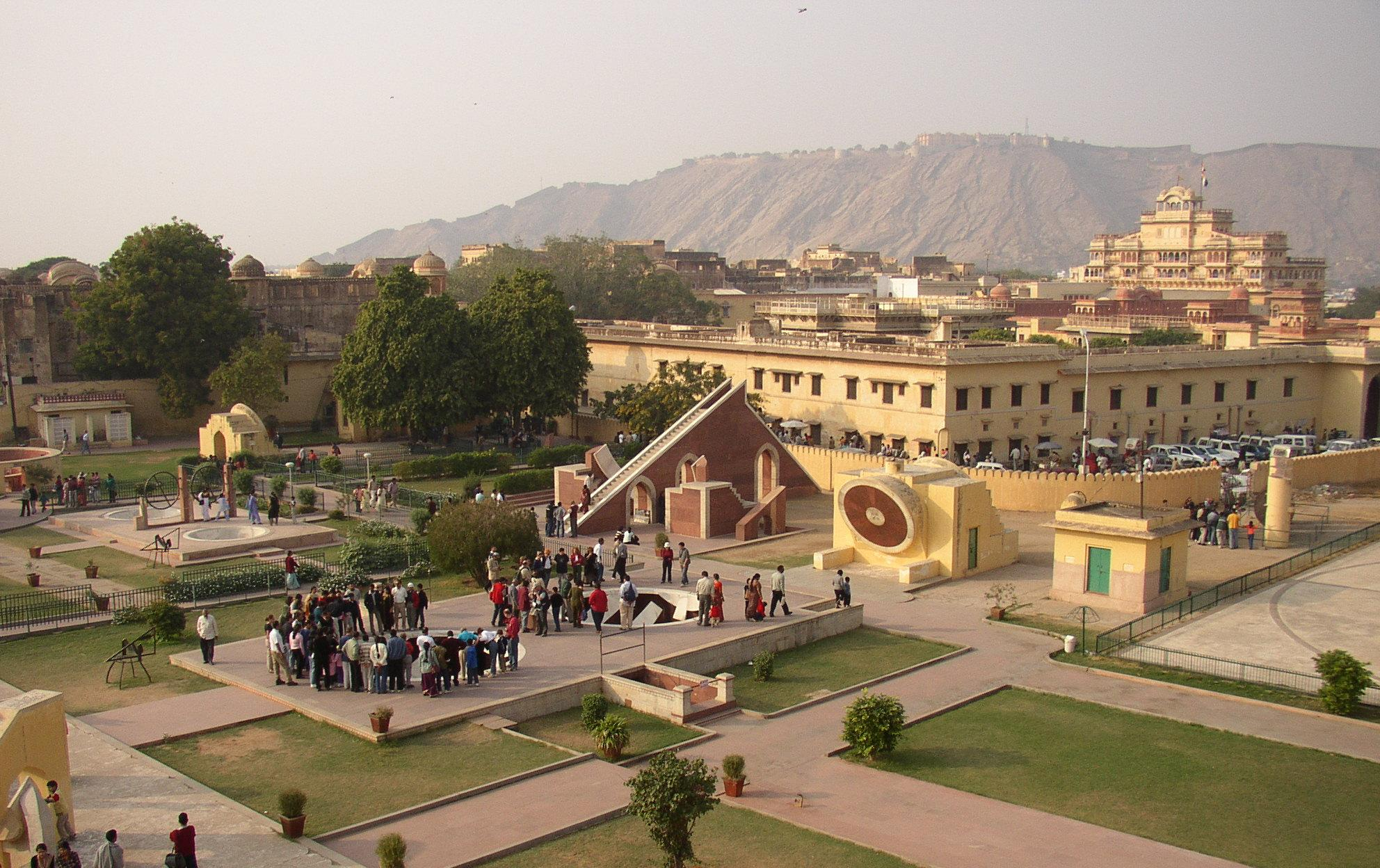
Jaipur una delle più grandi città fondate dai regnanti Rajput durante l'era Moghul. (Foto del 2002)

Il Rajput (dal sanscrito raja-putra "Figli di re") è uno dei maggiori gruppi della casta guerriera induista kshatriya.
Le loro origini sono legate al Rajputana, antico nome del Rajasthan, regione nord-occidentale dell'India, e si dicono appartenenti alla grande stirpe guerriera kshatriya. Famosi infatti per l'abilità e la cavalleria militare, furono impiegati dall'esercito del governo coloniale inglese ed è facile trovarne dei membri anche al giorno d'oggi nelle Forze armate indiane.
Durante l'epoca medievale e tardo feudale/coloniale, diverse parti del subcontinente indiano vennero governate da stati principeschi di varie dinastie di Rajput.
I Rajput divennero influenti politicamente dopo la disgregazione degli antichi imperi indiani a partire dal VII secolo in una regione nota come Rajasthan, Delhi, Haryana, Pianura indo-gangetica e Bundelkhand.
Ad ogni modo il termine "Rajput" è stato utilizzato come termine anacronistico per indicare le dinastie indù precedenti al XVI secolo in quanto non sono disponibili genealogie antecedenti a questo periodo.

## Storia

### I primi regni
I primi regni Rajput si datano verso la fine del VII secolo che sono durati fino al IX mentre alcuni fino all'XI secolo. Le 4 famiglie Agnivanshi, che sono: i Parihara (del Pratihara), i Solanki (dei Chaulukya), i Paramara, e i Chahamana dei Chauhan, crebbero in importanza, stabilendosi sul territorio e creando i loro regni.

### L'invasione islamica
Il Sultanato di Delhi fu fondato da Quṭb al-Dīn Aybak, all'inizio del XIII secolo. Il Sultano ʿAlāʾ ud-Dīn II conquistò il Gujarat (1297), Malwa (1305), Ranthambore (nell'attuale Rajasthan) (1301), Chittorgarh (1303), Jalore, e Bhinmal (1311). Furono tutti conquistati dopo lunghi assedi e una forte resistenza dei difensori Rajput.

### Epoca moghul
Il figlio di Bābur, Humāyūn, fu un regnante obbligato a passare lunghi periodi in esilio. Suo figlio Akbar, comunque consolidò la sua eredità ed espanse ciò che fu il Sultanato di Delhi in un vasto impero. Parte della ragione del suo successo fu l'inclusione dei capi di origine Rajput nella classe governante del suo impero, grazie al suo matrimonio con una principessa della loro cultura e impose agli scribi di usare l'urdu, che contiene parole arabe, persiane e hindi.

### Impero Maratha
Poiché l'autorità centrale dell'impero Moghul si disintegrò alla morte di Aurangzeb, il potere dei Maratti si consolidò sotto la guida di Shivaji (suo nonno Maloji Bhonsle, dichiarò di discendere dal clan Rajput Sisodia).

## Le famiglie
Le varie tribù o clan Rajput si suddividono in tre stirpi o dinastie, che identificano ciascuna una diversa origine divina dei loro membri: Suryavanshi, che rivendicano la discendenza da Surya, Chandravanshi, che rivendicano la discendenza da Chandra, e Agnivanshi, che rivendicano la discendenza da Agni.

### Stirpe Suryavanshi
- Bargujar
- Bhatia
- Bhutta
- Chattar
- Chundawat
- Dogra
- Gahlot
- Ghorewaha
- Gohil
- Gora
- Jaitawat
- Jamwal
- Jodhra
- Kachwaha
- Kirar
- Katil
- Mandahar
- Minhas
- Nagyal
- Naru
- Nathawat
- Pundir
- Ranawat
- Rathore
- Ror
- Saharan
- Sengar
- Shaktawat
- Sisodia
- Thakial

### Stirpe Chandravanshi
- - Aheer
  - Ahirs
  - Ahirwar
  - Alpial
  - Bhatti
  - Chadar
  - Chadhar
  - Chandela
  - Chib
  - Doad
  - Gungal
  - Harral
  - Jadaun
  - Jadeja
  - Janjua
  - Jarral
  - Jaswal
  - Jodhra
  - Johiya
  - Katoch
  - Khakha
  - Mahaar
  - Mangral
  - Manj
  - Naipal
  - Noon
  - Ranial
  - Saini
  - Sulehria
  - Tomaras
  - Wattu
  - Wejhwa
  - Wijhalke
  - Yadu

### Stirpe Agnivanshi
- - Baghial
  - Bhakral
  - Chauhan
  - Deora
  - Dor
  - Gurjara-Pratihara
  - Hon
  - Kheechee
  - Mori
  - Narma
  - Paramara
  - Ponwar
  - Rawat Rajputs
  - Sial
  - Solanki
  - Sodha
  - Vaghela
  - Kharal
  - Sohlan
  - Panchal

## Dinastie Rajput nel subcontinente indiano e loro stati
- Pratihara di Kannauj[17]
- Chauhan (di Sambhar, Nadol, Ranthambore e Jalor)
- Tomara di Delhi
- Chaulukya (Solankis) e Vaghela del Gujarat
- Paramara di Malwa e Chandravati
- Gahadavala di Varanasi e Kannauj
- Chandela di Jejakabhukti (attuale Bundelkhand)
- Guhila di Medapata (attuale Mewar)